# エトルリア文字
エトルリア文字（エトルリアもじ）とは、古代イタリアのエトルリア語を表記するための文字である。紀元前7世紀から紀元前1世紀にかけて、13,000ほどのエトルリア文字で書かれた資料が残っており、これはイタリアにおいてラテン語につぐ量である。
通常は右から左に書かれたが、初期のものには左から右に書いたり、牛耕式に書いたものも見られる。後期にはラテン文字の影響によって左から右に書かれることもある。
当時の古代イタリア地域諸言語の表記体系は多くエトルリア文字から派生した。これらの文字を総称して古イタリア文字と言う。

## 概要

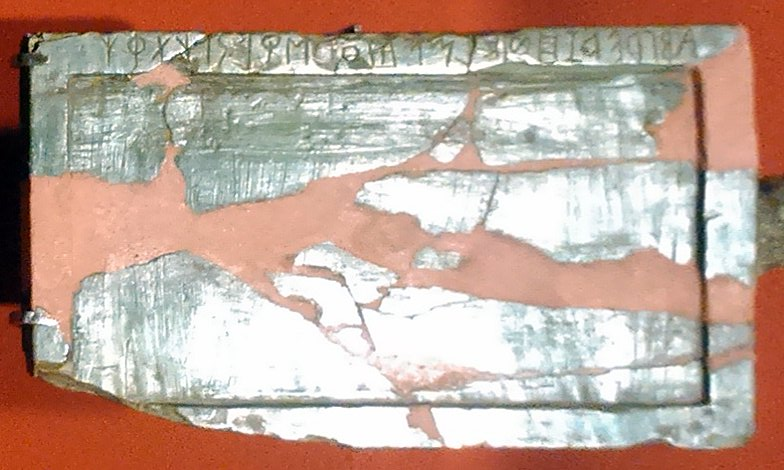
マルシリアーナのアルファベット表

エトルリア文字の起源はエウボイア島で使われていた西方ギリシア文字である。この文字は、現在よく知られている東方系のイオニア式アルファベットと違ってϜ（ワウ）、Ϻ（サン）、Ϙ（コッパ）があった。Ηは/h/、Χは/ks/、Ψは/kh/、Ζは/ts/を表した。全部で26文字であった。
エウボイアのギリシア人はピテクサエ（イスキア島）とクーマエに植民し、ここから西方ギリシア文字がそのままエトルリアに伝わった。マルシリアーナ出土の紀元前700年ごろのアルファベット表には、西方ギリシア文字に見られる26文字すべてが見えている。
ただし、エトルリア語では、Γ（𐌂 の字形を用いた）は無声の/k/を表すために使用され、Ϝ は有声子音 /v/ を表した。
また、エトルリア語には有声破裂音がなかったために、アルファベット表中で実際にはΒとΔは使用されず、また母音/o/もなかったためにΟも使用されなかった。ほかにΞも使われなかった。紀元前250年ごろになるとΚ、Ϙ、Χも使われなくなり、26文字中の19文字のみが実際に使われた。
逆にギリシア語になくエトルリア語にある音に/f/があり、初期においてはϜΗ（あるいはΗϜ）と書かれた。その後、エトルリア北方において紀元前600年ごろに専用の文字（）が作られ、紀元前500年ごろにエトルリア南方でも使われるようになった。これは西方ギリシア文字に対して新たに追加された唯一の文字だった。
/k/の音を表す文字に、南方では、後続する母音にしたがって、/a/の前でΚ、/u/の前でϘ、/e i/の前でΓの3種類を使い分けた（初期のギリシアでも同様の使い分けをしている）。しかし紀元前6世紀にはΚやϘは使われなくなった。北方では主にΚが使われたが、紀元前4世紀にはすべての場合にΓが使われるようになった。
歯擦音には/s/と/ʃ/があったが、南方では前者にΣ（地域によってはΧ）を、後者にϺを使用した。これに対して北方では逆に前者にϺ、後者にΣを使用した。

## 数字
エトルリアでは「I」で1を、「Χ」で10を、「」または「」で100を表した。また「Λ」のような字（）で5を、「」で50を表した。このシステムはローマ数字と同様であり、ローマ数字はエトルリア数字から派生した。

## アルファベット
括弧内はアルファベットの表には見えるものの、現実のエトルリア語の表記には用いられなかった文字である。エトルリア文字をはじめとする古イタリア文字は、通常右から左に書かれたので、ラテン文字と逆向きに見える字形が多い。
| 字形 | 翻字 |
| ---- | ---- |
|      | a    |
|      | (b)  |
|      | c/g  |
|      | (d)  |
|      | e    |
|      | v    |
| Z    | z    |
| ,    | h    |
| ,    | th   |
|      | i    |
|      | k    |
|      | l    |
|      | m    |
|      | n    |
|      | (š)  |
|      | (o)  |
|      | p    |
|      | ś    |
|      | q    |
|      | r    |
|      | s    |
|      | t    |
|      | u    |
|      | ṡ    |
| ,    | ph   |
| ,    | kh   |
|      | f    |

## Unicode
Unicodeではエトルリア文字はほかの古イタリア文字と統合されている。